# Districte de Bijnor
El districte de Bijnor o districte de Bijnaur(hindi: बिजनौर, urdú: بجنور) és una divisió administrativa d'Uttar Pradesh, divisió de Moradabad, a l'Índia, amb capital a Bijnor (Bijnaur). La superfície oscil·la segons el curs del riu Ganges entre els 4.634 km² el 1906, i 4.645 km² cde mitjana del 2003 al 2008.

## Administració
Està dividit en 5 tehsils
- Bijnor
- Najibabad
- Nagina
- Dhampur
- Chandpur

I 11 blocks:
- 1. Afzalgarh
- 2. Dhampur
- 3. Haldaur
- 4. Jalilpur
- 5. Kiratpur
- 6. Kotwali
- 7. Moh. Devmal
- 8. Najibabad
- 9. Noorpur
- 10 Nehtaur
- 11 Seohara

## Geografia
Al nord i nord-est hi ha les muntanyes Chandi i les muntanyes Garhwal. A l'oest corre el riu Ganges i l'afluent Malin i a l'est el Phika, el Khoh i el Ramganga. Al sud i sud-est hi ha la vall de Naini Tal i Moradabad.

## Llocs interessants
- Vidur Kuti a 12 km, relacionada amb la mitologia hindú
- Ganj a 12 km i 1 km del Ganges, amb temples.
- Jahanabad a la vora del Ganges a 1 km de Ganj, amb algun temple.
- Fort de Najib-ud-daulah a Najibabad, del segle xviii.
- Tomba de Najib Khan a Najibabad.

## Història
La llegenda atribueix la fundació de Bijnor al mític rei Ben o Vena. Al segle VII el peregrí xinès Hiuen Tsiang o Hwen Thsang va visitar un regne identificat com Mandawar a 15 km al nord de Bijnor. El 1114 un grup d'agarwales baniyes de Murari (districte de Meerut) van creuar el Ganges i van trobar Mandawar destruïda, i la van reconstruir.
Els inicis de les expedicions musulmanes són foscos; el 1399 Tamerlà, després d'una victòria a la fortalesa de Lai Dhang, hauria assolat el districte i la mateixa Bijnor, després de lo qual se'n va anar a Hardwar, i cap al Doab. No torna a ser esmentada fins al temps d'Akbar el Gran quan fou inclosa en el sarkar de Sambhal a la subah de Delhi. El 1566 i 1587 hi va haver incidents a Bijnor causants per jagirdars rebels d'altres llocs.
Al segle xviii el rohilla afganesos van afermar la seva independència sota Ali Muhammad i el 1740 ja dominava quasi tot el Rohilkhand, però sembla que no va entrar a Bijnor fins al 1748 quan va retornar de l'exili, mentre el seu amic Dunde Khan ocupava una altra comarca pel mateix temps. La resta del districte estava dominat el 1749 i la part nord fou concedida per Ali Muhammad a Najib Khan; a la frontera del districte hi havia un fort anomenat Lai Dhang, que va ser refugi pel rohilles en les lluites entre aquestos i els nawabs d'Oudh. El 1752 els rohilles van fer concessions als marathes que havien assetjat Bijnor, a canvi de la retirada; aquestes concessions van ser després excusa per noves invasions. Najib Khan es va casar amb la filla de Dunde Khan i gradualment va estendre la seva influència a l'oest del Ganges i a Delhi, i va obtenir el títol de Najib-ud-daula i el 1757 va esdevenir encarregat dels pagaments de l'exèrcit imperial; el seu èxit va obrir el camí per les rivalitats i un enemic seu, el wazir Ghazi al-Din va cridar als marathes que van assetjar a Najib al fort de Shukartar a la riba oest del Ganges, però es van haver de retirar en arribar les forces rohilles. Després de la batalla de Panipat on Najib es va distingir, va esdevenir wazir i va cobrir el lloc principal de l'estat a satisfacció pròpia i a benefici de l'estat.
Va morir el 1770 i el va succeir el seu fill menor Zabita Khan que fou derrotat pels marathes, que van assolar el Rohilkhand i el 1774 el poder rohilla a l'oest del Ganges s'havia esvaït. Un tractat signat a Lai Dhang va establir que aquestos territoris passaven a Oudh (1774) excepte Rampur reservat per Faizullah Khan, un fill d'Ali Muhammad.
El nawab d'Oudh va cedir el districte als britànics el 1801. Va formar una subdivisió (subdivisió del Nord) del nou districte de Moradabad. El 1803 Amir Khan (futur sobirà de Tonk), el cap dels pindaris, va assolar el districte com un vendaval, però sense continuïtat, sent derrotat prop d'Afzalgarh, per les tropes britàniques manades pel coronel Skinner. El 1817 es va formar el districte separat amb capital a Nagina i el 1824 es va traslladar a Bijnor.
Després del 1805 el districte va romandre tranquil fins a la rebel·lió dels sipais del 1857. La revolta de Meerut es va conèixer a Bijnor el dia 13 de maig; una unitat nativa a Roorke es va amotinar i es va presentar a Bijnor el dia 19 però no hi van restar i el districte va restar tranquil fins al juny. En aquesta data el nawab de Najibabad, net de Zabita Khan, es va presentar a la ciutat al front de 200 afganesos armats i el dia 8 els europeus van evacuar la ciutat cap a Roorke (dia 9). El nawab es va proclamar governador i va restar al poder fins al 6 d'agost quan els hindús del districte es van revoltar contra els musulmans i el van derrotar per un temps. El 24 d'agost els musulmans van retornar amb força i van expulsar els milicians hindús; un contraatac hindú (18 de setembre) no va reeixir i el nawab va romandre al poder fins al 17 d'abril de 1858 quan els britànics van creuar el Ganges i van derrotar els rebels a Nagina (21 d'abril). L'autoritat britànica fou restablerta.
El districte britànic tenia 16 ciutats i 2.132 pobles. La població era:
- 1853, 695.521
- 1872, 737.153
- 1881, 721.450
- 1891, 794.070
- 1901, 779.451

Municipalitats: Nagina, Najibabad, Bijnor (capital), Chandpur, i Dhampur.
Llavors tenia quatre tahsils:
- Bijnor
- Najibabad
- Nagina
- Dhampur

El tahsil de Bijnor estava a l'oest del districte i estava dividit en cinc parganes: Bijnor, Daranagar, Mandawar, Chandpur, i Bashta, amb una superfície total de 1251 km² i una població el 1891 de 200.039 i el 1901 de 203.972 repartida en 572 pobles i sis ciutats, les principals de les quals eren Bijnor (17.583) Chandpur (12.586), Mandawar (7.210), Jhalu (6.444) i Haldaur (5.628).